# MG.K Vis Costruzioni e Ambiente
Das Team MG.K Vis Costruzioni e Ambiente ist ein italienisches Radsportteam mit Sitz in Montappone.

## Organisation und Geschichte
Die Mannschaft nahm ihre Tätigkeit in der Elite/U23 im Jahr 2005 unter dem Namen G.S. Acqua & Sapone auf, 2008 erhielt sie den Namen Vega Prefabbricati Montappone. 2012 gewann Matteo Di Serafino die italienischen Meisterschaften im Straßenrennen für Fahrer ohne Vertrag.
Zur Saison 2014 wurde das Team als UCI Continental Team lizenziert. Es nimmt vorwiegend an den italienischen Rennen der UCI Europe Tour und Rennen des nationalen Kalenders teil. Bis zur Saison 2019 erzielte das Team regelmäßig mehrere Saisonerfolge, erfolgreichster Fahrer war Michele Gazzara mit vier Siegen. Seit 2020 konnte das Team nicht mehr an die Erfolge anknüpfen. Von den Fahrern des Team schafften bisher Filippo Zana und Paul Double den Sprung in eine Profi-Team.
Hauptsponsor ist seit 2014 das italienische Pharma-Unternehmen Pool Group, das unter der Marke MG.K VIS Nahrungsergänzungsmittel für Sportler anbietet. 

## Saison 2025
Mannschaft
| Teamkader 2025          | Teamkader 2025     | Teamkader 2025         | Teamkader 2025                        |
| Name                    | Geburtsdatum       | Land                   | Vorheriges Team                       |
| ----------------------- | ------------------ | ---------------------- | ------------------------------------- |
| Matteo Bozicevich       | 12. Mai 2003       | Italien                |                                       |
| Andrea Cantoni          | 11. September 2000 | Italien                | Holdsworth Zappi RT (2023)            |
| Simone Carrò            | 28. Juni 2025      | Italien                | ASD Aries (2023)                      |
| Fabiano Faieta          | 13. Februar 2005   | Italien                |                                       |
| Vittorio Friggi         | 3. Dezember 2005   | Italien                |                                       |
| Jacopo Gioia            | 1. März 2005       | Italien                | Work Service-Vitalcare-Dynatek (2024) |
| Ben Granger             | 8. August 2000     | Vereinigtes Königreich | Holdsworth Zappi RT (2022)            |
| Matthew Kingston        | 18. März 2002      | Vereinigtes Königreich | Holdsworth Zappi RT (2023)            |
| Luca Laudi              | 19. November 2006  | Italien                |                                       |
| Ciro Perez Alvarez      | 20. März 2005      | Uruguay                |                                       |
| Matteo Spreafico        | 15. Februar 1993   | Italien                | Vini Zabù-Brado-KTM (2020)            |
|                         |                    |                        |                                       |
| Quelle: ProCyclingStats |                    |                        |                                       |

Erfolge
| Siege | Siege  | Siege | Siege  | Siege  | Siege |
| Datum | Rennen | Staat | Klasse | Sieger |       |
| ----- | ------ | ----- | ------ | ------ | ----- |

## Erfolge pro Saison
| Rennserie                 | 2014 | 2015 | 2016 | 2017 | 2018 | 2019 | 2020 | 2021 | 2022 | 2023 | 2024 |
| ------------------------- | ---- | ---- | ---- | ---- | ---- | ---- | ---- | ---- | ---- | ---- | ---- |
| UCI ProSeries             | -    | -    | -    | -    | -    | -    | -    | -    | -    | -    | -    |
| UCI Continental Circuits  | 1    | 3    | -    | 6    | 4    | 4    | -    | -    | 1    | -    | -    |
| nationale Meisterschaften | -    | -    | -    | -    | -    | -    | -    | -    | -    | -    | 1    |

## Platzierungen in UCI-Ranglisten
UCI-Weltrangliste
| World Ranking | World Ranking | World Ranking               | World Ranking |
| Jahr          | Teamwertung   | Einzelwertung               |               |
| ------------- | ------------- | --------------------------- | ------------- |
| 2016          | —             | Nicola Gaffurini (551. )    |               |
| 2017          | —             | Nicola Gaffurini (239. )    |               |
| 2018          | —             | Paolo Totò (194. )          |               |
| 2019          | 81.           | Paolo Totò (289. )          |               |
| 2020          | 139.          | Raffaele Radice (1014. )    |               |
| 2021          | 118.          | Paul Double (974. )         |               |
| 2022          | 106.          | Paul Double (311. )         |               |
| 2023          | 81.           | Roberto González (2351. )   |               |
| 2024          | 166.          | Ciro Perez Alvarez (1569. ) |               |
|               |               |                             |               |
| Quelle: UCI   |               |                             |               |

UCI Asia Tour
| Saison    | Mannschaftswertung | Fahrerwertung           |
| --------- | ------------------ | ----------------------- |
| 2014-2015 | -                  | -                       |
| 2016      | 51.                | Nicola Gaffurini (181.) |

UCI Europe Tour
| Saison | Mannschaftswertung | Fahrerwertung           |
| ------ | ------------------ | ----------------------- |
| 2014   | 87.                | Nicola Gaffurini (263.) |
| 2015   | 57.                | Michele Gazzara (197.)  |
| 2016   | 54.                | Michele Gazzara (423.)  |
| 2017   | 19.                | Nicola Gaffurini (103.) |
| 2018   | 39.                | Paolo Totò (71.)        |